# Chiesa di San Luigi Gonzaga (Mantova)
La chiesa di San Luigi Gonzaga è un edificio religioso sito nella città di Mantova, in provincia di Mantova, nel quartiere Te Brunetti.

## Storia e descrizione
Fu aperta al pubblico il 10 maggio 1964. Il progetto era stato affidato all'architetto trentino Efrem Ferrari, dall'ordine frati minori Cappuccini della provincia di Trento che si era insediato nel quartiere Te Brunetti di Mantova nel secondo dopoguerra allo scopo di assistere la popolazione del quartiere tra i più emarginati della città.
Il decreto del vescovo Antonio Poma di erezione della parrocchia risale all'8 dicembre 1955. Il territorio della parrocchia è ancora oggi delimitato dalla ferrovia Mantova-Monselice-Padova, dal canale Paiolo, dalla località Camatino e arriva fino al forte di Pietole.
Efrem Ferrari fece ampio utilizzo di cemento armato, mattone e vetro in continuazione delle sue opere precedenti ispirate all'architettura razionalista. Riprese altresì caratteri tipici della architettura sacra medievale, in particolare di quella francescana. Di chiara origine medievale è la presenza di vetrate policrome su tutte le pareti della chiesa. I pannelli preparatori per le vetrate furono affidati al pittore e scenografo Giorgio Scalco.
All'interno, a sinistra entrando, si trova il "Cantico delle creature" su vetri cotti policromi, a destra, quasi in una navata laterale asimmetrica, le stazioni della Via Crucis su vetro cotto, mentre sulla facciata frontale, ricca di vetri policromi, si delinea la figura di un Cristo crocifisso.